# Чернощёкая горная танагра

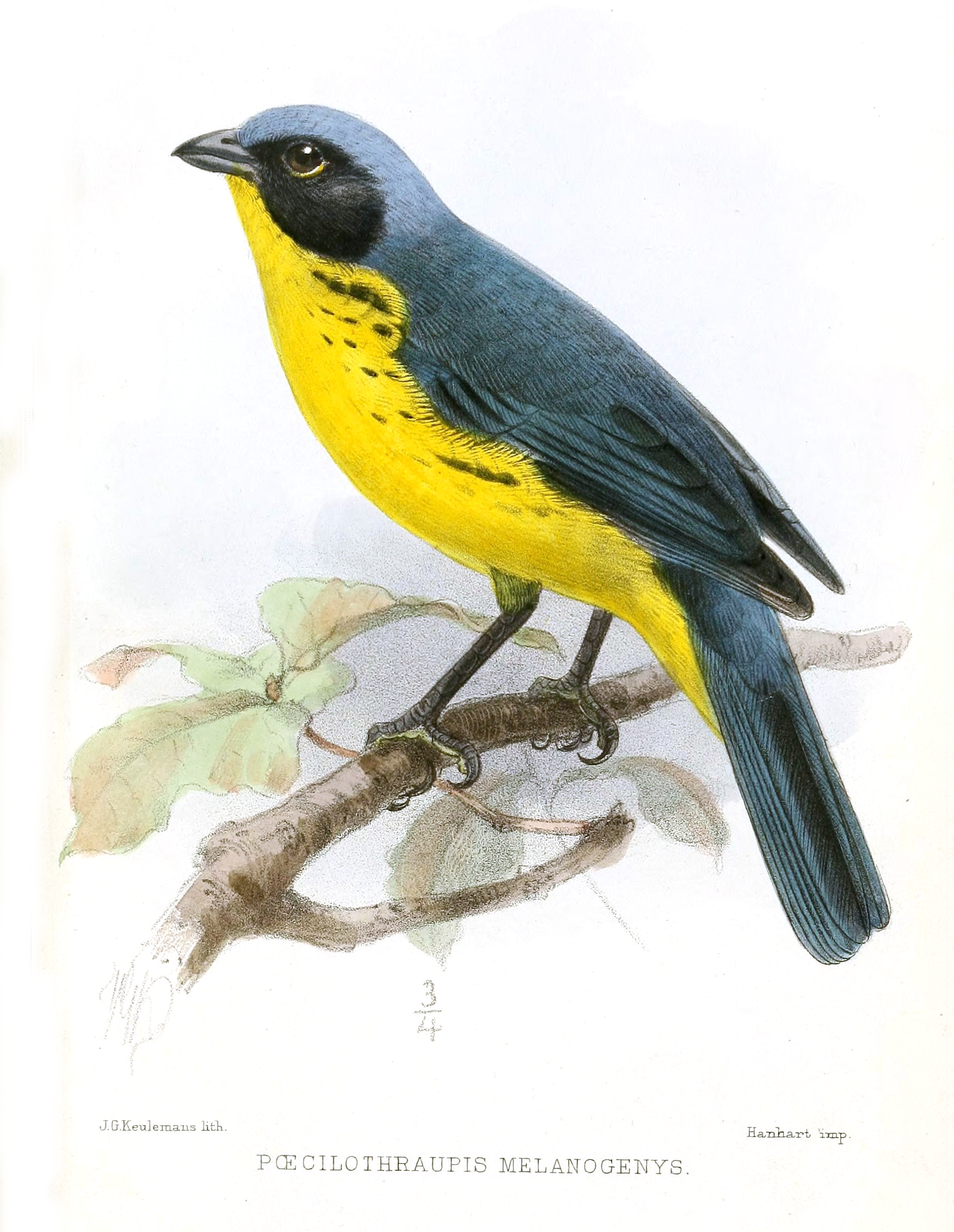

Чернощёкая горная танагра (лат. Anisognathus melanogenys) — вид птиц из семейства танагровых. Птицы обитают в субтропических и тропических горных влажных лесах и нагорных полях в горах Сьерра-Невада-де-Санта-Марта на севере Колумбии. Встречаются на высоте от 1 600 до 3 200 метров над уровнем моря. Длина тела около 18,5 см, масса около 41 грамма.